# Vzorkovací frekvence

Analogový signál (světle modře), vzorkovaný signál (červeně) s pevnou vzorkovací periodou tj. konstantní vzorkovací frekvencí.

Vzorkovací frekvence (dříve vzorkovací kmitočet, anglicky sampling rate, sample rate nebo sampling frequency) ({\displaystyle f_{s}}) definuje počet vzorků za jednotku času (obvykle za 1 sekundu) načítaných ze spojitého analogového signálu při jeho přeměně na diskrétní signál. Pro signály v časové doméně je jednotkou pro vzorkovací frekvenci 1 hertz (převrácená sekunda, 1/s, s−1), anglicky Sa/s nebo S/s (vzorků za sekundu). Převrácená hodnota vzorkovací frekvence je vzorkovací perioda nebo vzorkovací interval, neboli čas mezi vzorky. Nejedná se však o jednotku SI, kterou je hertz.

## Vzorkovací teorém
Nyquistův (Shannonův, Kotělnikovův) vzorkovací teorém říká, že dokonalá rekonstrukce signálu je možná pouze tehdy, když je vzorkovací frekvence větší než dvojnásobek maximální frekvence vzorkovaného signálu, neboli když Nyquistova frekvence (polovina vzorkovací frekvence) je vyšší než nejvyšší frekvence vzorkovaného signálu. Při použití nižší vzorkovací frekvence se po převodu zpátky na analogový signál mohou v důsledku tzv. aliasingu objevit ve výsledném signálu frekvence, které v původním signálu nebyly. Například pokud maximální frekvence signálu je 100 Hz, je nutné použít vzorkovací frekvenci vyšší než 200 Hz, aby nedošlo k aliasingu, a aby byla možná dokonalá rekonstrukce původního signálu.
Rozsah lidského sluchu je 20 Hz až 20 kHz. Minimální vzorkovací frekvence, která splňuje vzorkovací teorém pro tuto šířku pásma je 40 kHz. Z tohoto důvodu byla pro kompaktní disky zvolena vzorkovací frekvence poněkud vyšší, a to 44,1 kHz.

## Oversampling
V některých případech je žádoucí, aby byla vzorkovací frekvence větší než dvojnásobek požadované šířky pásma, aby bylo možné použít kombinaci strmého digitálního filtru s méně strmým analogovým anti-aliasing filtrem místo strmého analogového filtru, který má zabránit aliasingu. Důvodem pro použití složitějšího řešení je, že digitální filtr není tak náchylný ke změně parametrů součástek jako analogový, takže odezva filtru (filtrační funkce) je vždy taková, jakou zvolil návrhář. Tento proces se nazývá oversampling.

## Undersampling
Undersampling je situace, kdy se vzorkování děje s nižší frekvencí než je Nyquistova vzorkovací frekvence. U signálu v základním pásmu (který obsahuje složky s frekvencemi blízkými 0 Hz) to vede k aliasingu, ale u signálů v přeloženém pásmu (který nemá nízkofrekvenční složky) nemusí vadit, že se v signálu objeví složky s nízkými frekvencemi. Proto je možné vzorkovat signál s vyšší frekvencí (ale s úzkým pásmem) mnohem nižší vzorkovací frekvencí než je Nyquistova.

## Audio
Pro digitální záznam zvuku se nejčastěji používají vzorkovací frekvence 44,1 kHz, 48 kHz, 88,2 kHz, 96 kHz a 192 kHz. Nižší vzorkovací frekvence mají výhodu menší velikosti dat a snadnější skladování a dopravu. Kvůli Nyquist-Shannon teorému zvyšování vzorkovací frekvence přes 50 kHz nebo 60 kHz nepřináší pro lidského posluchače žádné nové informace. Výrobci prvních profesionálních audio zařízení proto volili vzorkovací frekvence okolo 50 kHz. V moderních profesionálních zvukových zařízeních se kromě 44,1 kHz a 48 kHz často používají i frekvence 88,2 kHz a 96 kHz. Vyšší vzorkovací frekvence jako 192 kHz jsou náchylné k ultrazvukovým artefaktům, které způsobují slyšitelné intermodulační zkreslení, a nepřesné vzorkování způsobené příliš vysokou rychlostí. Sdružení Audio Engineering Society doporučuje pro většinu aplikací vzorkovací frekvenci 48 kHz, ale uznává i 44,1 kHz pro kompaktní disky a další spotřebitelské použití, 32 kHz pro přenos zvuku a 96 kHz pro dosažení větší šířky pásma nebo uvolněný anti-aliasing filtr.
Podrobnější seznam obvyklých vzorkovací frekvencí pro zvuk je:
| Vzorkovací frekvence | Použití |
| -------------------- | --- |
| 8000 Hz              | Telefony a šifrované vysílačky, bezdrátový intercom a laciné bezdrátové mikrofony; postačuje pro přenos lidské řeči, ale bez sykavek; hláska S zní jako F. |
| 11025 Hz             | Čtvrtina vzorkovací frekvence audio CD; používaná pro PCM nižší kvality, MPEG audio a audio analýzu subwooferu bandpasses |
| 16000 Hz             | Širokopásmové rozšíření standardní úzkopásmové telefonní vzorkovací frekvence 8000 Hz. Používá se u nejmodernějších komunikačních produktů VoIP a VVoIP. |
| 22050 Hz             | Polovina vzorkovací frekvence audio CD, slouží k nižší kvalitě PCM a MPEG audio a pro audio analýzu nízkofrekvenčního energie. Vhodné pro digitalizaci nahrávek z klasických desek 78 otáček za minutu z počátku 20. století. |
| 32000 Hz             | Zvukový záznam u digitální videokamery miniDV, videokazety s přídavnými zvukovými kanály (např. DVCAM se 4 audiokanály), DAT (režim LP), německé Digitales Satellitenradio, digitální audio NICAM, v některých zemích používané pro digitální přenos zvuku při analogovém televizním vysílání. Vysoce kvalitní digitální bezdrátové mikrofony. Vhodné pro digitalizaci FM rádia. |
| 44056 Hz             | Používané pro vkládání digitálního zvuku do barevného videosignálu NTSC (245 řádků krát 3 vzorky krát 59,94 půlsnímků za sekundu = 29,97 snímků za sekundu). |
| 44100 Hz             | Audio CD, také obvykle používáno pro MPEG-1 audio (VCD, SVCD, MP3). Původně navrženo firmou Sony. Umožňuje záznam na modifikované video zařízení s 25 snímky za sekundu (PAL) nebo 30 snímky/s (pro černobílý NTSC videorekordér); pokrývá pásmo 20 kHz potřebné pro profesionální analogový záznam zvuku. PCM adaptér vkládá vzorky digitálního zvuku do analogového obrazového kanálu, například PAL videokazety pomocí 588 linek krát 3 vzorky krát 25 snímků za sekundu. Mnoho audio zařízení, mixery, ekvalizéry, kompresory, efekty reverb, crossover a nahrávací zařízení a šifrované bezdrátové mikrofony poskytující CD kvalitu používá (nebo umožňuje vybrat) vzorkování 44.1 kHz. |
| 47250 Hz             | První komerční zařízení pro PCM záznam zvuku od firmy Nippon Columbia (Denon) |
| 48000 Hz             | Standardní vzorkovací frekvence pro zvuk, kterou používají profesionální digitální videozařízení, jako jsou magnetofony, video servery, vision mixéry a tak dále. Tato frekvence byla zvolena proto, že umožňuje 22 kHz frekvenční odezvu a práci s 29,97 snímky za sekundu v NTSC, stejně jako 25, 30 24 snímků/s. U systémů s 29,97 snímky/s je nutné zpracovat 1601,6 zvukových vzorků na snímek, což znamená, že počet vzorků je celočíselný až u každého pátého snímku videa. Také se používá pro přehrávání zvuku s formáty spotřebitelského videa, jako jsou DV, digitální TV, DVD a filmy. Profesionální Serial Digital Interface (SDI) a High-definition Serial Digital Interface (HD-SDI) se používaly k propojení zařízení pro televizního vysílání a používají tuto zvukovou vzorkovací frekvenci. Hodně profesionálních audio zařízení používá (nebo je možné vybrat) 48 kHz vzorkování, včetně mixerů, ekvalizérů, kompresorů, efektů reverb, crossover a nahrávacích zařízení, jako je DAT. |
| 50000 Hz             | První komerční digitální audiorekordér z konce 70. let od firem 3M a Soundstream. |
| 50400 Hz             | Vzorkovací frekvence používaná digitálním záznamníkem zvuku Mitsubishi X-80. |
| 88200 Hz             | Vzorkovací frekvence používaná některými profesionálními záznamovými zařízeními pro vytváření CD (násobek 44100 Hz). Některá profesionální audio zařízení používají (nebo umožňují vybrat) vzorkování 88,2 kHz, mixery, ekvalizéry, kompresory, efekty reverb, crossover a nahrávací zařízení. |
| 96000 Hz             | DVD-Audio, některé LPCM DVD stopy, BD-ROM (Blu-ray Disc) zvukové stopy, HD DVD (High-Definition DVD) zvukové stopy. Většina od audio zařízení používá (nebo je možné vybrat) 96 kHz vzorkování, včetně mixů, EQ, kompresorů, Reverb, crossovery a nahrávacích zařízení. Tato vzorkovací frekvence je dvojnásobek standardních 48 kHz často používané pro zvuk v profesionálních video zařízení. |
| 176400 Hz            | Vzorkovací frekvence používaná HDCD rekordéry a dalšími profesionálními aplikacemi pro výrobu CD. |
| 192000 Hz            | DVD-Audio, některé LPCM DVD stopy, zvukové stopy BD-ROM (Blu-ray Disc) a zvukové stopy HD DVD (High-Definition DVD) a High-Definition záznamové přístroje a software pro editaci audia. Tato vzorkovací frekvence je čtyřnásobek standardní frekvence 48 kHz používané profesionálními videozařízeními. |
| 352800 Hz            | Digital eXtreme Definition sloužící k nahrávání a editaci Super Audio CD, protože 1bitové DSD není pro editaci vhodné. Osminásobek frekvence 44,1 kHz. |
| 2822400 Hz           | SACD, 1bitová delta-sigma modulace známá také jako Direct Stream Digital společně vyvinutá firmami Sony a Philips. |
| 5644800 Hz           | Dvojnásobná rychlost DSD, 1bit Direct Stream Digital s dvojnásobnou rychlostí SACD. Používáno některými profesionálními DSD rekordéry. |

## Video systémy
Při zpracování digitálního videa je časové vzorkování obvykle určeno snímkovou frekvencí než fiktivní bodovou frekvencí. Vzorkovací frekvence obrazu je opakovací frekvence integrační periody snímače. Protože integrační perioda může být výrazně kratší než snímková frekvence, může se vzorkovací frekvence zvuku lišit od převrácené hodnoty vzorkovací periody obrazu:
- 50 Hz – PAL video
- 60 / 1,001 Hz ~ = 59,94 Hz – NTSC video

D/A videokonvertory pracují s vzorkovací frekvencí řádu megahertzů (od asi 3 MHz pro kompozitní video s nízkou kvalitou u prvních herních konzolí, po více než 250 MHz u nejvyšší rozlišení VGA výstupu).
Při převodu analogového videa na digitální video se používá jiný proces vzorkování s vzorkovací frekvencí rovnou bodové frekvenci odpovídající prostorové vzorkovací frekvenci v rámci jednotlivých řádků rozkladu obrazu. Obvyklá bodová frekvence je:
- 13,5 MHz – CCIR 601, D1 Video

Prostorové vzorkování ve svislém směru je určeno roztečí řádků obrazu. Vzorkovací frekvenci a rozlišení ve vodorovném i svislém směru lze udávat v řádcích podle výšky obrazu.
Prostorový aliasing vysokofrekvenční jasové nebo barevné složky může způsobovat vznik moaré.